# Krisztián Berki
Krisztián Berki (* 18. března 1985 Budapešť) je maďarský reprezentant ve sportovní gymnastice, člen klubu Újpesti TE, kde ho trénuje István Kovács. Specializuje se na disciplínu kůň našíř, v níž vyhrál Letní olympijské hry 2012, mistrovství světa ve sportovní gymnastice 2010, 2011 a 2014, mistrovství Evropy ve sportovní gymnastice 2005, 2007, 2008, 2009, 2011 a 2012 a Univerziádu 2009. Byl po něm pojmenován cvičební prvek na koni našíř, v letech 2010, 2011 a 2014 vyhrál anketu o maďarského sportovce roku, v roce 2012 mu byl udělen Maďarský řád za zásluhy.